# Novopokrovka, Krîvîi Rih
Novopokrovka (în ucraineană Новопокровка) este un sat în comuna Ordjonikidze din raionul Krîvîi Rih, regiunea Dnipropetrovsk, Ucraina.

## Demografie
Componența lingvistică a localității Novopokrovka
     Ucraineană (89,8%)
     Rusă (9,18%)
     Belarusă (1,02%)
Conform recensământului din 2001, majoritatea populației localității Novopokrovka era vorbitoare de ucraineană (89,8%), existând în minoritate și vorbitori de rusă (9,18%) și belarusă (1,02%).